# Silvina Szperling
Silvina Szperling (Buenos Aires, 29 de agosto de 1960) es una educadora, bailarina, escritora, directora y curadora de cine  argentina. Es considerada una pionera, promotora y educadora en el género de videodanza en Argentina y Latinoamérica.

## Biografía
Formada en danza contemporánea, incursionó y es pionera en el videodanza en Argentina y Latinoamérica con su cortometraje Temblor (1993). Temblor es el resultado de su participación en el Taller de Video Danza para Coreógrafos dictado por el realizador cinematográfico Jorge Coscia ese mismo año, en donde la danza retratada es generada a partir del montaje, que genera «un espacio de gran intimidad, acorde a la desnudez de los cuerpos que interpretan la pieza y al universo femenino que su autora busca plasmar». El cortometraje fue luego premiado por la Secretaría de Cultura de la Nación.
Es directora fundadora del Festival Internacional VideoDanzaBA en 1995 en Buenos Aires, Argentina. Ese festival es miembro fundador de la Red Argentina de Festivales y Muestras Audiovisuales (RAFMA)  y de la Red Iberoamericana de Videodanza (REDIV).
En 2010 editó junto a Susana Temperley el libro Terpsícore en ceros y unos - Ensayos de Videodanza que reúne artículos de varios autores que reflexiona acerca de la videodanza como forma artística particular desde diversdad miradas, «y dónde se interroga sobre sus propias y complejas gramática». También ha publicado artículos en el libro Envisioning Dance on Film and Video en 2002 y en la revista The International Journal of Screendance en 2013.
Su primer largometraje documental, Reflejo Narcisa se estrenó en el Buenos Aires Festival Internacional de Cine Independiente (BAFICI) 2015, con estreno comercial en el Museo de Arte Latinoamericano de Buenos Aires (MALBA) en 2016.
Es docente de videodanza en la maestría de Cine Alternativo de EICTV (Escuela Internacional de Cine y TV, San Antonio de los Baños, Cuba) y titular de la cátedra de Crítica de Danza en la UNA (Universidad Nacional de las Artes). También ha sido profesora visitante y ponente en la Universidad de Utah y la Universidad de California en Berkeley el 2015, y en la Universidad Estatal de Arizona.

## Filmografía
- Temblor (1993, videodanza), directora
  - Premio a la mejor edición, Secretaría de Cultura de la Nación (1993)[8]
- Chámame (2008, videodanza), directora
  - Primer premio del concurso La mujer y el cine, 2009[9]
  - Premio a la mejor coreografía en escena, Festival Cinedans de Amsterdám, 2010[17]
- Reflejo Narcisa (2015, largometraje documental), directora
  - Premio especial del jurado, Festival de Cine de Mujeres, 2016[18]
- Vikinga (2022, largometraje documental), directora[19]